# Das Glück von Edenhall

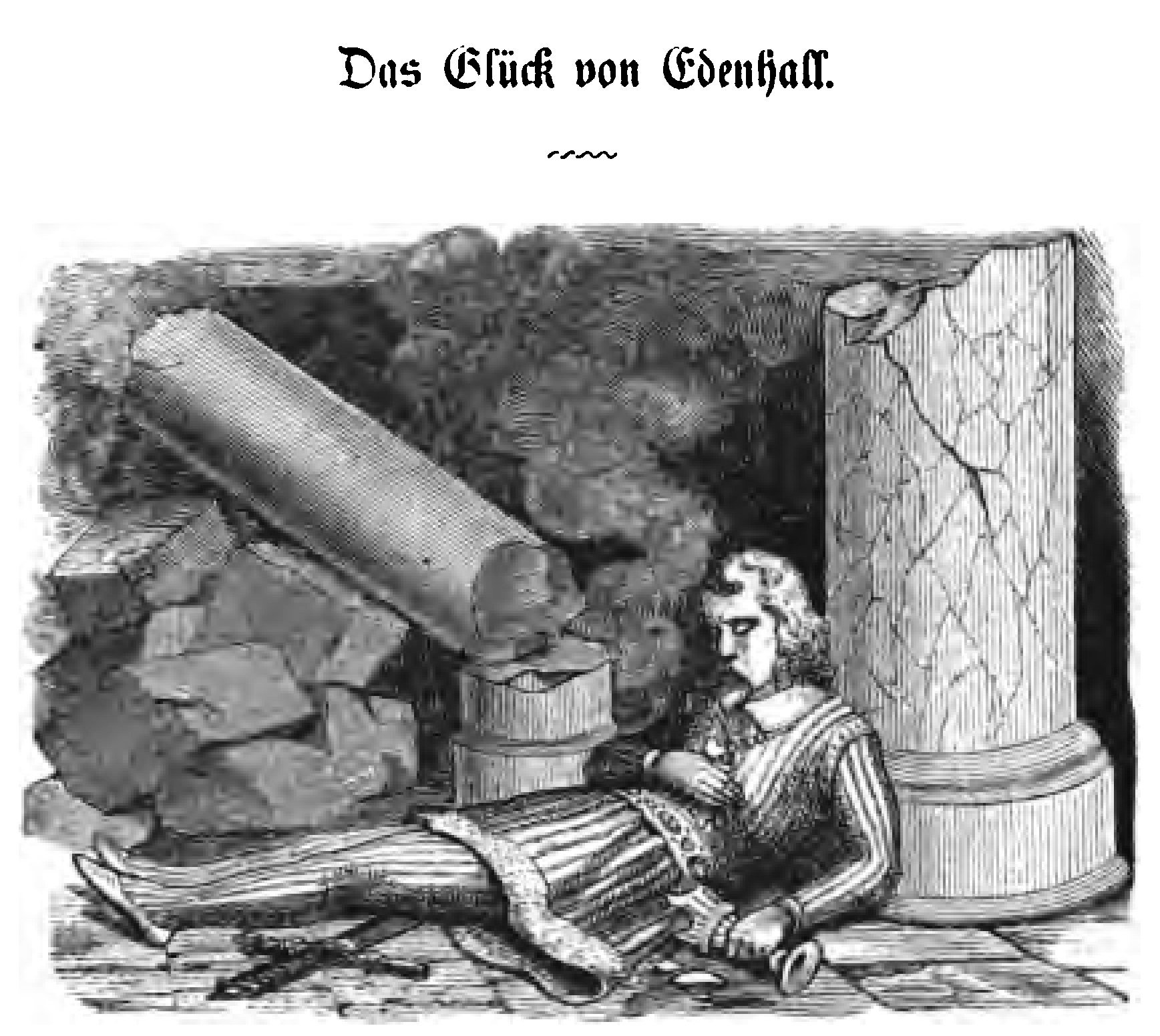
Illustration von F. Ingemay

Das Glück von Edenhall ist eine 1834 entstandene Ballade von Ludwig Uhland. Sie erschien am 28. August 1834 im Morgenblatt für gebildete Stände.

## Inhalt
Bei einem Fest fordert der junge Lord von Edenhall sein Glück heraus, indem er mit dem aus Kristall gefertigten Trinkglas, das „Glück von Edenhall“ heißt und das Familienglück verbürgt (einst ein Feengeschenk), kraftvoll anstößt. Es zersplittert und sofort bemächtigen sich die heimlich eingestiegenen Feinde des Schlosses, der junge Lord fällt, in der Hand das zerbrochene Glück.
Die letzten beiden Strophen lauten:

Am Morgen irrt der Schenk allein, 

Der Greis, in der zerstörten Hall, 

Er sucht des Herrn verbrannt Gebein, 

Er sucht im grausen Trümmerfall

Die Scherben des Glücks von Edenhall. 

„Die Steinwand", spricht er, „springt zu Stück, 

Die hohe Säule muß zu Fall, 

Glas ist der Erde Stolz und Glück, 

In Splitter fällt der Erdenball

Einst gleich dem Glücke von Edenhall."

Das wirkliche Luck of Edenhall, ein syrisches Glasgefäß aus dem 13. Jahrhundert, kann heute noch im Victoria and Albert Museum in London besichtigt werden (es ist seit 1958 Nationaleigentum und gehörte früher der Familie Musgrave auf Edenhall in Cumberland, England). Schon in einem Familientestament des 17. Jahrhunderts erwähnt, wird es im Gentleman's Magazine von 1791 so beschrieben:

Tradition our only guide here, says, that a party of Fairies were drinking and making merry round a well near the Hall, called St. Cuthbert's well; but being interrupted by the intrusion of some curious people, they were frightened, and made a hasty retreat, and left the cup in question: one of the last screaming out, If this cup should break or fall, Farewell the Luck of Edenhall.

## Übersetzung
Der amerikanische Dichter Henry Wadsworth Longfellow übersetzte Uhlands Ballade ins Englische. In seiner Übersetzung klingen die letzten beiden Strophen folgendermaßen:

On the morrow the butler gropes alone, 

The graybeard in the desert hall, 

He seeks his Lord's burnt skeleton, 

He seeks in the dismal ruin's fall 

The shards of the Luck of Edenhall. 
 

„The stone wall,“ saith he, "doth fall aside, 

Down must the stately columns fall; 

Glass is this earth's Luck and Pride; 

In atoms shall fall this earthly ball 

One day like the Luck of Edenhall!"

## Vertonungen
Robert Schumann komponierte 1853 nach Uhland die Chorballade „Das Glück von Edenhall“ für Männerstimmen, Soli, Chor und Orchester (op. 143). Auch Engelbert Humperdinck wählte für eine Vertonung von „Das Glück von Edenhall“ (1879–1883) die Form einer Chorballade.